# Włodawa
Pour les articles homonymes, voir Włodawa (homonymie).

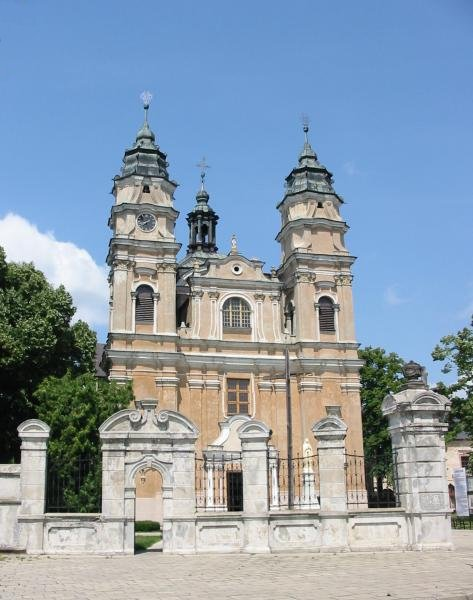
Église catholique de Włodawa

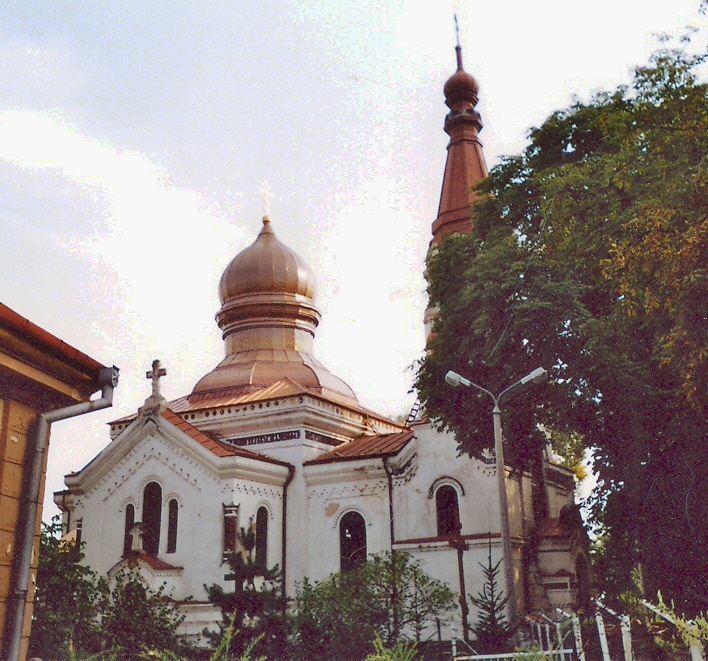
Église orthodoxe de Włodawa

Włodawa  (prononciation [vwɔˈdava])   est une ville située à l'est de la Pologne, sur la rivière Boug, près de la frontière avec la Biélorussie et l'Ukraine. 
Elle est le siège administratif (chef-lieu) du powiat de Włodawa et de la gmina rurale de Włodawa.
Włodawa se situe à environ 86 kilomètres au nord-est de Lublin (capitale de la voïvodie).
Sa population s'élevait en 2006 à 13 630 habitants répartis sur une superficie de 17,97 km2.

## Historique
Włodawa a été fondée en 1242 par des familles d'émigrants juifs venant d'Allemagne. L'existence d'une communauté juive est attestée pour la première fois en 1531. 
La ville étant située au carrefour de routes d'échanges commerciaux, elle en profite économiquement, avec notamment des foires au bétail et aux chevaux venus d'Ukraine. La communauté juive y a été décimée lors du soulèvement de Khmelnitski en 1648 mais la communauté s'est reconstituée par la suite.
En 1865, les Juifs constituaient environ les deux tiers des habitants. Avant la Seconde Guerre mondiale, 70 % de la population de Włodawa était juive. La ville étant située près du camp d'extermination de Sobibor, ses habitants juifs furent déportés et tués dans ce camp ou dans un de ses Arbeitslager (camps de travail) comme Adampol. Un mémorial a été érigé sur la route menant à ce dernier camp en mémoire des victimes de la Shoah qui y trouvèrent la mort.

## Monuments
- Grande synagogue de Włodawa
- Église orthodoxe russe érigée au XIXe siècle

## Administration
De 1975 à 1998, la ville était attachée administrativement à l'ancienne voïvodie de Chełm. Depuis 1999, elle fait partie de la nouvelle voïvodie de Lublin.